# Camille Vervier
Camille Vervier (Gent, 6 oktober 1827 - 27 januari 1898) was een Belgisch edelman.

## Levensloop
Hij was een zoon van Karel-August Vervier, lid van de Gentse provinciale staten en nadien van de provincieraad, en van Adelaïde de Stroobants de Terbruggen. Hij trouwde in 1860 in Overmere met Fanny De Geyter (1841-1886). Het echtpaar had een zoon die vrijgezel bleef en overleed in 1910, en zes dochters. Met de dood van Aline Vervier in 1945, doofde de adellijke familie Vervier volledig uit.
In 1854 werd Vervier erkend in de erfelijke adel, met homologatie in België van zijn in 1852 verkregen Beierse adelsverheffing en riddertitel, overdraagbaar bij eerstgeboorte. Hij was liberaal gemeenteraadslid van Gent van 1872 tot 1881.